# Coppa Svizzera 1934-1935
La Coppa Svizzera 1934-1935 è stata la 10ª edizione della manifestazione calcistica. È iniziata nell'agosto 1934 e si è conclusa il 19 maggio 1935. Questa edizione della coppa vide la vittoria finale del Losanna.

## Regolamento
Turni ad eliminazione diretta in gara unica. Le partite terminanti in paritá dopo i tempi supplementari venivano ripetute a campi invertiti.

### 1º turno eliminatorio
| Squadra 1               | Risultato      | Squadra 2              |
| ----------------------- | -------------- | ---------------------- |
| 19 agosto 1934          |                |                        |
| Svizzera orientale      |                |                        |
| Adliswil                | 4 - 3          | Oerlikon/Polizei       |
| Brugg                   | 2 - 5          | Buchs Aarau            |
| Dietikon                | 3 - 4          | Kickers Lucerna        |
| Helvetia                | 1 - 2          | Balerna                |
| Industrie Zurigo        | 4 - 1          | Red Star Zurigo        |
| Langnau                 | 1 - 3          | Wiedikon               |
| Lenzburg                | 2 - 0          | Hakoah Zurigo          |
| Lucerna                 | 2 - 1          | Diana Zurigo           |
| Höngg                   | 0 - 2          | Horgen                 |
| Wädenswil               | 3 - 1          | Lachen/Altendorf       |
| Wipkingen               | 5 - 4          | Baden                  |
| Wohlen                  | 2 - 1          | Altstetten             |
| Zofingen                | 5 - 3          | Zugo                   |
| Svizzera occidentale    |                |                        |
| Club Athletique Ginevra | 0 - 5          | La Tour-de-Peilz       |
| Dopolavoro Ginevra      | 3 - 0          | Concordia Yverdon      |
| Étoile-Sporting         | 0 - 3          | Orbe                   |
| Fleurier                | 0 - 3          | Gloria-Sports Le Locle |
| Floria                  | 3 - 2          | Comete                 |
| Martigny                | 4 - 3          | Chênois                |
| Neuveville              | 0 - 1          | Xamax Neuchâtel        |
| Sentier                 | 0 - 1          | Richemond              |
| Sierre                  | 8 - 5          | Stade Nyonnais         |
| Sion                    | 7 - 3          | Stade Lausanne         |
| Stade Payerne           | 5 - 2          | Morat                  |
| St. Imier               | 4 - 3          | Central Friburgo       |
| Sylva-Sports Le Locle   | 5 - 1          | Ste Croix              |
| Vevey                   | 5 - 1          | Jonction Ginevra       |
| Lancy                   | 3 - 2          | Calcio Prilly          |
| Villeneuve-Sports       | 4 - 4 (d.t.s.) | Renens                 |
| Svizzera centrale       |                |                        |
| Allschwil               | 5 - 0          | Bercite Basilea        |
| Berthoud                | 4 - 7          | Aurore Bienne          |
| Biberist                | 2 - 3          | Viktoria Berna         |
| Bienne-Boujean          | 4 - 1          | Madretsch              |
| Delémont                | (sospesa)      | Black Stars Basilea    |
| Dornach                 | 2 - 4          | Porrentruy             |
| Fulgor Grenchen         | 3 - 4          | Tramelan               |
| Gerlafingen             | 13 - 1         | Lengnau                |
| Langnau                 | 7 - 2          | Minerva Berna          |
| Laufen                  | 2 - 5          | Bottecchia Basilea     |
| Liestal                 | 11 - 0         | Olympia Basilea        |
| Lerchenfeld             | 0 - 3          | Derendingen            |
| Helvetik Basilea        | 0 - 1          | Petit Huningue         |
| Nidau                   | 8 - 0          | Länggasse Berna        |
| Sissach                 | 1 - 0          | Sportfreunde Basilea   |
| Sport Boys Berna        | 0 - 1          | Zähringia Berna        |
| Thun                    | 1 - 4          | Helvetia Berna         |
| Tavannes                | (rinviata)     | Birsfelden             |

### 2º Turno eliminatorio
| Squadra 1                  | Risultato      | Squadra 2             |
| -------------------------- | -------------- | --------------------- |
| 26 agosto 1934             |                |                       |
| Svizzera orientale         |                |                       |
| Arbon                      | 3 - 1          | Tössfeld              |
| Fortuna San Gallo          | 0 - 0 (d.t.s.) | Weinfelden            |
| Frauenfeld                 | 3 - 0          | Herisau               |
| Horgen                     | 1 - 7          | Kickers Lucerna       |
| Lenzburg                   | 1 - 3          | Hakoah Zurigo         |
| Lucerna                    | 3 - 8          | Adliswil              |
| Neuhausen                  | 1 - 4          | Uster                 |
| Romanshorn                 | 5 - 3          | St. Margrethen        |
| Rorschach                  | 0 - 7          | Töss                  |
| Sciaffusa                  | 5 - 0          | Phönix Seen           |
| Veltheim                   | 0 - 3          | Winterthur            |
| Wädenswil                  | 3 - 1          | Industrie Zurigo      |
| Wiedikon                   | 2 - 5          | Wohlen                |
| Zofingen                   | 5 - 0          | Buchs Aarau           |
| Svizzera occidentale       |                |                       |
| Dopolavoro Ginevra         | 0 - 1          | Stade Payerne         |
| Gloria-Sports Le Locle     | 2 - 2 (d.t.s.) | La Tour-de-Peilz      |
| Lancy                      | (rinviata)     | Sierre                |
| Martigny                   | (rinviata)     | Sion                  |
| Orbe                       | 1 - 4          | Richemond             |
| St. Imier                  | 4 - 3          | Sylva-Sports Le Locle |
| Vevey                      | 5 - 1          | Xamax Neuchâtel       |
| Villeneuve-Sports          | 4 - 1          | Renens                |
| Svizzera centrale          |                |                       |
| Balerna                    | (rinviata)     | G.C.Luganesi          |
| Bienne-Boujean             | 4 - 2          | Aurore Bienne         |
| Gerlafingen                | 4 - 2          | Viktoria Berna        |
| Helvetia Berna             | 1 - 3          | Derendingen           |
| Liestal                    | 0 - 1          | Allschwil             |
| Nidau                      | 4 - 3          | Tramelan              |
| Petit Huningue             | 7 - 0          | Porrentruy            |
| Sissach                    | 2 - 2          | Bottecchia Basilea    |
| Zähringia Berna            | 2 - 4          | Langnau               |
| Delémont                   | 2 - 4          | Black Stars Basilea   |
| 2 settembre 1934.          |                |                       |
| Romanshorn                 | 1 - 3          | Frauenfeld            |
| Töss                       | 2 - 1          | Uster                 |
| Sciaffusa                  | 1 - 4          | Winterthur            |
| Weinfelden                 | 5 - 4          | Fortuna San Gallo     |
| 7 ottobre 1934 (Recupero). |                |                       |
| G.C.Luganesi               | 6 - 0          | Balerna               |

### Trentaduesimi di finale
| Squadra 1                                                | Risultato      | Squadra 2          |
| -------------------------------------------------------- | -------------- | ------------------ |
| 7 ottobre 1934                                           |                |                    |
| Squadre di Lega Nazionale contro squadre di Prima Lega   |                |                    |
| Bellinzona                                               | 0 - 1          | Basilea            |
| SCI Juventus Zurigo                                      | 2 - 3          | Grasshoppers       |
| Lugano                                                   | 7 - 1          | Seebach            |
| Montreux-Sports                                          | 0 - 5          | Losanna            |
| Servette                                                 | 9 - 1          | Friburgo           |
| Squadre di Lega Nazionale contro squadre di Seconda Lega |                |                    |
| Berna                                                    | 7 - 0          | Chênois            |
| Bienne                                                   | 2 - 0          | Bienne-Boujean     |
| Étoile Carouge                                           | 4 - 2          | Nidau              |
| Frauenfeld                                               | 2 - 3          | Locarno            |
| La Chaux-de-Fonds                                        | 2 - 0          | Porrentruy         |
| Young Boys                                               | 12 - 0         | Villeneuve-Sports  |
| Young Fellows                                            | 2 - 0          | Baden              |
| Squadre di Lega Nazionale contro squadre di Terza Lega   |                |                    |
| Bottecchia Basilea                                       | 0 - 1          | Concordia Basilea  |
| Nordstern                                                | 9 - 1          | Arbon              |
| Squadre di Prima Lega contro squadre di Prima Lega       |                |                    |
| Old Boys Basilea                                         | 3 - 5 (d.t.s.) | Blue Stars Zurigo  |
| Racing Losanna                                           | 3 - 1          | Olten              |
| San Gallo                                                | 1 - 0          | Kreuzlingen        |
| Squadre di Prima Lega contro squadre di Seconda Lega     |                |                    |
| Aarau                                                    | 5 - 1          | La Tour-de-Peilz   |
| Brühl                                                    | 6 - 1          | Kickers Lucerna    |
| Chiasso                                                  | 3 - 1          | Birsfelden         |
| Lucerna                                                  | 5 - 3          | Adliswil           |
| Monthey                                                  | 1 - 2          | Vevey              |
| Sparta Sciaffusa                                         | 3 - 0          | Allschwil          |
| Sierre                                                   | 2 - 3          | Soletta            |
| Zurigo                                                   | 1 - 3 (d.t.s.) | Wohlen             |
| Squadre di Prima Lega contro squadre di Terza Lega       |                |                    |
| Derendingen                                              | 1 - 0          | Grenchen           |
| Langnau                                                  | 2 - 6          | Urania Ginevra     |
| Zofingen                                                 | 0 - 1          | Cantonal Neuchâtel |
| Squadre di Seconda Lega contro squadre di Seconda Lega   |                |                    |
| Töss                                                     | 0 - 1          | Winterthur         |
| Wädenswil                                                | 4 - 2          | G.C.Luganesi       |
| Squadre di Seconda Lega contro squadre di Terza Lega     |                |                    |
| Dopolavoro Ginevra                                       | 3 - 2          | Gerlafingen        |
| Squadre di Terza Lega contro squadre di Terza Lega       |                |                    |
| St. Imier                                                | 1 - 2          | Richemond          |

### Sedicesimi di finale
| Squadra 1                      | Risultato      | Squadra 2          |
| ------------------------------ | -------------- | ------------------ |
| 18 novembre 1934               |                |                    |
| Aarau                          | 1 - 1 (d.t.s.) | Young Boys         |
| Basilea                        | 5 - 2          | San Gallo          |
| Berna                          | 4 - 1          | Racing Losanna     |
| Blue Stars Zurigo              | 0 - 3          | Lugano             |
| Brühl                          | 1 - 2          | Young Fellows      |
| Cantonal Neuchâtel             | 1 - 2          | Servette           |
| Concordia Basilea              | 2 - 0          | Wohlen             |
| La Chaux-de-Fonds              | 3 - 1          | Dopolavoro Ginevra |
| Derendingen                    | 1 - 5          | Urania Ginevra     |
| Locarno                        | 6 - 1          | Sciaffusa          |
| Losanna                        | 5 - 2          | Bienne             |
| Lucerna                        | 1 - 2          | Nordstern          |
| Richemond                      | 1 - 5          | Soletta            |
| Vevey                          | 0 - 2          | Étoile Carouge     |
| Wädenswil                      | 1 - 7          | Grasshoppers       |
| Winterthur                     | 1 - 4          | Chiasso            |
| (ripetizione) 1º dicembre 1934 |                |                    |
| Young Boys                     | 4 - 0          | Aarau              |

### Ottavi di finale
| Squadra 1         | Risultato      | Squadra 2      |
| ----------------- | -------------- | -------------- |
| 3 dicembre 1934   |                |                |
| Basilea           | 2 - 0          | Chiasso        |
| Concordia Basilea | 1 - 7          | Nordstern      |
| La Chaux-de-Fonds | 1 - 2          | Berna          |
| Losanna           | 7 - 1          | Étoile Carouge |
| Lugano            | 4 - 0          | Locarno        |
| Urania Ginevra    | 2 - 0          | Soletta        |
| Young Boys        | 1 - 2 (d.t.s.) | Servette       |
| Young Fellows     | 1 - 2          | Grasshoppers   |

### Quarti di finale
| Squadra 1    | Risultato | Squadra 2      |
| ------------ | --------- | -------------- |
| 3 marzo 1935 |           |                |
| Berna        | 2 - 0     | Servette       |
| Basilea      | 5 - 3     | Lugano         |
| Grasshoppers | 2 - 3     | Nordstern      |
| Losanna      | 8 - 0     | Urania Ginevra |

### Semifinali
| Squadra 1      | Risultato | Squadra 2 |
| -------------- | --------- | --------- |
| 22 aprile 1935 |           |           |
| Berna          | 1 - 2     | Losanna   |
| Basilea        | 2 - 3     | Nordstern |

### Finale
| Arbitro: | Wittwer (Ginevra) |

|                                                                                                |            |                                                                                          |
| Jäggi IV 27’, 66’, 74’, 85’ Gross 55’, 64’ Spagnoli 60’, 70’ Rochat 62’ Stelzer 76’            | Marcatori  |                                                                                          |
| Séchehaye Lehmann I Hans Stalder Spiller Weiler Bichsel Stelzer Jäggi IV Gross Spagnoli Rochat | Formazioni | Haussener Greiner Burkhardt Kaltenbrunner Lehmann Wyss Mohler Wesely Büche Bammert Szabó |
| Alv Riemke                                                                                     | Allenatori | Péter Szabó                                                                              |